# Tugu Agung
Tugu Agung is een bestuurslaag in het regentschap Ogan Komering Ilir van de provincie Zuid-Sumatra, Indonesië. Tugu Agung telt 4073 inwoners (volkstelling 2010).